# Mammy Yoko Helipads

i7
i11
i13
Mammy Yoko Helipads, auch Mammy Yoko Heliport (ehemals IATA-Code JMY), ist der wichtigste Hubschrauberlandeplatz von Freetown, der Hauptstadt von Sierra Leone. Der Landeplatz verfügt über fünf Helipads. Er wird von der Sierra Leone Airports Authority (SLAA) betrieben.
Benannt ist der Hubschrauberlandeplatz nach Mammy Yoko (Madam Yoko).

## Flugziele und Fluggesellschaften
Vom Heliport wurde bis 2014 vor allem im Shuttlebetrieb der Freetown International Airport, zunächst durch Paramount Airlines und dann die russische UTair Sierra Leone bedient.